# Johannes Schwalke
Johannes Antonius Josef Schwalke (* 10. Januar 1923 in Dietrichswalde, Landkreis Allenstein; † 29. Oktober 2007 in Daun, Landkreis Vulkaneifel) war Apostolischer Protonotar und Apostolischer Visitator für Klerus und Gläubige aus der Diözese Ermland.

## Leben
Johannes Schwalke stammte aus dem Dorf Dietrichswalde in Ermland, studierte Medizin an der Albertina in Königsberg und an der Medizinischen Akademie in Danzig und wurde 1942 als Sanitäter zum Kriegsdienst verpflichtet. Aufgrund der Kriegserfahrungen studierte er ab 1946 Theologie an der Albert-Ludwigs-Universität Freiburg in Freiburg im Breisgau. Die Priesterweihe empfing er am 24. Juni 1951 durch Erzbischof Wendelin Rauch für das Bistum Ermland. Er war dann über 22 Jahre als Priester im Erzbistum Freiburg tätig: 1951–1958 Seelsorgedienst als Kaplan in Muggensturm, Mannheim (St. Elisabeth), Konstanz (St. Gebhard), Reilingen und Pforzheim; 1958–1973 Seelsorgedienst als Pfarrverweser in Schellbronn, Wertheim / Main und Neulußheim.
1973 folgte er dem Ruf des Apostolischen Visitators Ermland Paul Hoppe als Jugendpfarrer nach Münster. Papst Paul VI. ernannte ihn 1975 zum Apostolischen Visitator für Klerus und Gläubige aus der Diözese Ermland mit Amtssitz im westfälischen Münster. Mit dieser Ernennung wurde Prälat Schwalke Mitglied der Deutschen Bischofskonferenz – allerdings ohne Stimmrecht.
Mit Erreichen seines 75. Geburtstages bot Schwalke den Statuten für Bischöfe gemäß dem Papst seinen Amtsverzicht an. Im selben Jahr wurde seinem Rücktrittsgesuch aus Altersgründen stattgegeben. Bis zur Ernennung seines Nachfolgers Lothar Schlegel durch die Deutsche Bischofskonferenz blieb Schwalke bis zum 31. März 2000 kommissarischer Leiter der Visitatur Ermland.

## Wirken
Johannes Schwalke war Seelsorger und Apostolischer Visitator der in Deutschland lebenden Ermländer und Geistlicher Beirat der Gemeinschaft Junges Ermland (GJE).
Er engagierte sich in den deutsch-polnischen Beziehungen, für die er mit dem Bundesverdienstkreuz I. Klasse des Verdienstordens der Bundesrepublik Deutschland ausgezeichnet wurde, und pflegte seine Kontakte zum Erzbischof von Ermland, Edmund Piszcz.
Er war langjähriger Vorsitzender der „Bischof-Maximilian-Kaller-Stiftung – Ermländisches Hilfswerk e.V.“, benannt nach dem letzten deutschen Bischof der Diözese Ermland, Maximilian Kaller, dem späteren „Vertriebenenbischof“.

## Ehrungen
Schwalke wurde zum Apostolischen Protonotar ernannt. 2005 wurden Johannes Schwalke und sein Nachfolger Lothar Schlegel vom Erzbischof Edmund Piszcz, Metropolit von Ermland, als erste deutsche Domkapitulare im Dom zu Frauenburg, Ermland, dem heutigen Frombork, seit 60 Jahren ernannt. 2007 wurde Schwalke zum Ehrendomherrn von Frauenburg ernannt.